# Chełmiec (gemeente)
De gemeente Chełmiec is een landgemeente in powiat Nowosądecki in Klein-Polen.

## Plaatsen
De gemeente bestaat uit 25 miejscowości: Biczyce Dolne, Biczyce Górne, Chełmiec, Chomranice, Dąbrowa, Januszowa, Klęczany, Klimkówka, Krasne Potockie, Kunów, Kurów, Librantowa, Marcinkowice, Naściszowa, Niskowa, Paszyn, Piątkowa, Rdziostów, Świniarsko, Trzetrzewina, Ubiad, Wielogłowy, Wielopole, Wola Kurowska, Wola Marcinkowska.